# 봄철 한정 포코 아 포코!
《봄철 한정 포코 아 포코!》(일본어: 春季限定ポコ・ア・ポコ！)는 ALcot에서 제작, ALcot 허니컴에서 2011년 11월 25일에 출시한 성인용 연애 어드벤처 게임이다.

## 등장인물
- 노노미야 카나타 (野々宮 彼方)
- 유우키 나츠미 (悠木 夏海)
- 니노마에 사쿠라 (一 桜)
- 노노미야 아이 (野々宮 藍)
- 타타라 마나 (多々良 真奈)
- 나카노 하루카 (中野 遙)
- 니이야마 아츠시 (新山 敦)
- 유우키 하루카 (悠木 春花)
- 노노미야 테츠지 (野々宮 哲司)

## 주제가
- 오프닝 테마 〈Aliare〉
  - 노래: 하즈키
  - 작사: Kala
  - 작곡: 시이나 슌스케
- 엔딩 테마 〈새로운 가락〉(新しい調べ)
  - 노래, 작사: 나카야마♥마미
  - 작곡: 시이나 슌스케